# Javier Hernández (Fußballspieler, 1961)
Javier Hernández, mit vollem Namen Javier Hernández Gutiérrez (* 1. August 1961 in Tototlán, Jalisco) und wegen seiner geringen Körpergröße und markanten grünen Augen auch Chícharo (die Erbse) genannt, ist ein ehemaliger mexikanischer Fußballspieler, der meistens im offensiven Mittelfeld eingesetzt wurde. Er nahm mit der mexikanischen Nationalmannschaft 1986 an der Weltmeisterschaft im eigenen Land teil.

## Vereinskarriere
Hernández begann seine Profikarriere 1981 bei den UAG Tecos, für die er in acht Jahren 226 Spiele absolvierte und 46 Treffer erzielte. 1989 wechselte er zum Puebla FC, mit dem er 1990 mexikanischer Meister wurde, kehrte später zu den Tecos zurück und beendete seine aktive Karriere 1999 in Diensten der Monarcas Morelia.

## Nationalmannschaft
Sein Länderspieldebüt feierte Hernández in einem am 15. März 1983 ausgetragenen Freundschaftsspiel gegen Costa Rica, das mit 1:0 gewonnen wurde. Sein erstes Länderspieltor erzielte er am 16. August 1984 beim 3:0-Sieg gegen Finnland. Bei der 1986 im eigenen Land ausgetragenen WM gehörte er zum mexikanischen Aufgebot, kam aber nicht zum Einsatz. Das darauffolgende Jahr war sein erfolgreichstes im Dress der Nationalmannschaft; denn 1987 brachte er es auf insgesamt 564 Länderspielminuten, in denen ihm fünf Treffer (in fünf verschiedenen Spielen) gelangen. Sein 33. und vorläufig letzter Länderspieleinsatz war in einem am 14. Februar 1988 ausgetragenen Freundschaftsspiel, in dem Guatemala mit 3:0 bezwungen wurde. Nach einer sechsjährigen Abstinenz kam Hernández 1994 zu zwei weiteren Länderspieleinsätzen am 24. Februar 1994 gegen Schweden (wo er zum 2:1-Sieg Mexikos seinen letzten Länderspieltreffer beisteuerte) und am 2. März 1994 gegen Kolumbien (0:0), was zugleich sein letztes Länderspiel war.

## Trainertätigkeit
Während sowohl sein Schwiegervater als auch sein Sohn jahrelang bei Deportivo Guadalajara unter Vertrag standen, spielte Hernández nie für diesen Verein. Er trainierte später aber dessen Reservemannschaft, bevor er im Frühjahr 2010 kündigte, weil der Verein ihm keine Freigabe erteilen wollte, um seinen Sohn bei der WM in Südafrika live spielen zu sehen: „Ich bat um die Erlaubnis, meinen Sohn spielen zu sehen, aber sie wurde mir verweigert. Wir haben in der Familie zwei Tage hin und her überlegt. Dann stand meine Entscheidung fest, den Vertrag aufzulösen, weil ich zur WM reisen und meinen Jungen spielen sehen wollte. Die Arbeit ist zweitrangig.“

## Familie
Chicharos Sohn Javier (* 1988) ist ebenfalls Fußballspieler und wird in Anlehnung an seinen Vater Chicharito (Erbschen bzw. kleine Erbse) genannt. Sein Schwiegervater war Tomás Balcázar.

## Erfolge
- Mexikanischer Meister: 1989/90 (mit Puebla)